# Thomas Martin
Pour les articles homonymes, voir Thomas Martin (homonymie) et Martin.
Thomas Martin, dit « Martin de Gallardon », né le 18 février 1783 à Gallardon (diocèse de Chartres) et mort le 8 mai 1834 dans ce même village, est un paysan français connu pour ses visions prophétiques à l'époque de la Restauration sous les rois Louis XVIII et Charles X.

## Biographie
Ignace Thomas Martin est né le 18 février 1783 à Gallardon près de Chartres et il est baptisé le même jour dans l'église Saint-Pierre-et-Saint-Paul du village. Il est le fils de Louis Martin, laboureur, et de Marianne Ridet.
Haricotier à Gallardon, Thomas Martin se dit témoin depuis 1816 d'une série d'apparitions : un homme, vêtu d'une redingote et d'un chapeau haut-de-forme, se présente à lui comme étant « L'Archange Raphaël, ange très célèbre auprès de Dieu ». Martin doit aller voir le roi, Louis XVIII, et lui demander de remettre de l'ordre dans le pays, et de faire respecter le dimanche comme jour chômé pour honorer le Christ. Les visions de Martin sont d'inspiration royaliste : pour expier les fautes de la Révolution, le roi Louis XVIII doit faire reculer l'impiété grandissante et rétablir une monarchie stricte et inspirée constamment par la Foi.
Le message de Martin est relayé auprès de l'évêque de Versailles, Mgr Louis Charrier de la Roche, par le curé de Gallardon, l'abbé Laperruque. Sceptique face aux déclarations du paysan, l'évêque fait conduire Martin à l'asile de Charenton où il est examiné par les psychiatres Philippe Pinel et Antoine-Athanase Royer-Collard, qui le déclarent sain d'esprit après plusieurs jours d'internement. 
Louis XVIII reçoit, cependant, Martin aux Tuileries en avril 1816. La teneur de cet entretien alimente les gazettes, par l'intermédiaire de Louis Silvy, polémiste janséniste et royaliste. D'après les contemporains, après un entretien à huis clos, le roi est apparu très ému par les déclarations de Martin qui a toujours été calme et aidé par les apparitions de l'Archange Raphaël.
Martin déclare en, 1828, qu'il a accusé le roi d'avoir voulu faire assassiner Louis XVI en forêt de Rambouillet avant la Révolution (pour obtenir plus rapidement le trône) et de n'avoir pas fait rechercher Louis XVII. Les échos de cet entretien sont réprimés par la police, et la diffusion des écrits est clandestine.  
Martin devient « paysan prophète » à la fois dans les salons et dans les campagnes, où il est consulté jusqu'à sa mort par des laïcs et des ecclésiastiques. Il reconnaît Charles-Guillaume Naundorff comme étant Louis XVII en 1833. Il meurt d'une congestion le 8 mai 1834 à Gallardon. Sa famille le dit assassiné, l'autopsie demandée par celle-ci ayant pu prouver un empoisonnement.

### Postérité
L'histoire de Thomas Martin a été étudiée dans un livre co-écrit par l'historien spécialiste du sentiment religieux au XIXe Philippe Boutry et le psychanaliste Jacques Nassif en 1985. Une association entre histoire et psychanalyse que Philippe Artières estime être « une entreprise absolument singulière et inédite de dialogue ». Dans L'Histoire no 92 de septembre 1986, on peut lire page 90 : « L’originalité première de leur livre, conçu sur le mode d’un échange épistolaire, réside avant tout dans cette collaboration rare de deux disciplines ».